# Hylopezus auricularis
Hylopezus auricularis е вид птица от семейство Grallariidae. Видът е световно застрашен, със статут Уязвим.

## Разпространение
Видът е разпространен в Боливия.